# LOVE LIFE (矢野顕子のアルバム)
『LOVE LIFE』（ラヴ・ライフ，ラブ・ライフ）は、矢野顕子のアルバム。1991年10月25日発売。発売元はEpic/Sony Records。2013年4月10日にはブルースペックCD2で発売された。

## 概要
5年在籍したミディを離れ、デビュー15周年を迎えた矢野がEpic/Sony Recordsに移籍第一弾として発売したオリジナル・アルバム。

## 音楽性
前作に続きパット・メセニーが多くのパートでギターを担当する。ジェフ・ボヴァ、宮沢和史との共同作業も本作から本格的に開始され、Epic在籍時を通じて継続されることになる。

## プロモーション
1991年12月12日、NHK総合テレビの番組「音楽達人倶楽部」で、本作の収録風景が紹介された。

## 映画化
収録曲「LOVE LIFE」をモチーフにした同名映画が2022年9月9日に公開された。監督は深田晃司、主演は木村文乃。構想に20年以上を費やしたという。
映画公開に際して矢野は「楽曲の“LOVE LIFE”に大きな風景を見せてくれた」と感謝を述べている。

## 再発盤
先述の映画公開に先駆けて本作のアナログ盤が2022年9月7日に発売予定。

## 収録曲
作詞・作曲：矢野顕子（特記以外）
1. BAKABON　
  - 赤塚不二夫の漫画「天才バカボン」の世界観を矢野なりに表現した。
2. 釣りに行こう（WHY DON'T WE GO FISHING）
  - 作詞・作曲：宮沢和史
  - THE BOOMの楽曲のカバー。原曲は『サイレンのおひさま』収録。矢野と宮沢のデュエットによるバージョンも、シングル盤として発売された。
3. THE LETTER
  - 作詞・作曲：WAYNE CARSON THOMPSON
  - The Box Tops（英語版）の曲のカバー。
  - ライブ・ベスト・アルバム『荒野の呼び声 -東京録音-』（2012年）に収録。
4. ANGLER'S SUMMER
5. スナオになりたい。（I WANT TO BE SUNAO）
  - 作詞：糸井重里
6. 湖のふもとでねこと暮らしている（DOWN BY THE LAKE,LIVING WITH MY CAT）
  - 作詞：矢野顕子・宮沢和史
  - RCサクセション「山のふもとで犬と暮らしている」（『HEART ACE』収録）へのアンサーソング。
7. SAYONARA～CHEROKEE
  - 作詞・作曲：HASEGAWA,YOSHIDA,FREDDY MORGAN /RAY NOBLE
8. いいこ いいこ（GOOD GIRL）
  - 作詞：糸井重里
  - ビデオ『矢野顕子S席コンサート』、CD・DVD『TWILIGHT 〜the“LIVE”best of Akiko Yano〜』に収録されている。
9. 愛はたくさん（LOTS OF LOVE）
10. LOVE LIFE

## 演奏
- 矢野顕子
  - Vocal, Keyboards
  - Piano (#1-7.9.10)
  - Background Vocals (#8)
- Steve Ferrone：Drums (#1.6.7.9)
- Will Lee：Bass (#1.3.5.7.9)
- 大村憲司：Guitar (#1.2)
- 鈴木祥子、三谷泰弘：Background Vocals (#1.6)
- Chris Hunter：Soprano Sax (#1)
- Lou Marini：Alto Sax (#1)
- Alex Foster：Tenor Sax (#1)
- Roger Rosenberg
  - Baritone Sax (#1)
  - Bass Clarinet (#5)
- Ivan Hampden：Drums (#2.3)
- Dave Taylor：Bass Trombone (#2)
- Nana Vasconcelos：Percussion (#4.5)
- 駒沢裕城：Steel Guitar (#4.5)
- John Clark, Fred Griffin：French Horn (#5)
- 佐橋佳幸
  - Acoustic Guitar (#6)
  - Guitar (#7)
- Jeff Bova：Percussion Arrangement (#7)
- パット・メセニー
  - Guitar (#8.9)
  - Guitar Synthesizer (#9)
  - Acoustic Guitar (#10)
- 宮沢和史：Background Vocals (#8)
- 秋山かえで：Clarinet (#10)

## 海外盤
本作には、1993年8月31日にNONESUCHより発売された海外盤が存在する。曲目は変更されており、「The Letter」が削除されるかわりに前作『WELCOME BACK』より3曲が加えられている。
1. Angler's Summer
2. Why Don't We Go Fishing
3. Autumn Song　（日本語題「みのりのあきですよ」）
4. A Worried Girl　（日本語題「悩む人」）
5. I Want To Be Sunao
6. Down By The Lake, Living With My Cat
7. Sayonara - Cherokee
8. Hard Times, Come Again No More
9. Bakabon
10. Good Girl
11. Lots Of Love
12. Love Life